# Leidse Hout
De Leidse Hout is een stadspark in de Nederlandse plaats Leiden, niet ver van de gemeentegrens met Oegstgeest. 
Het park werd op 30 juni 1931 geopend. Het is aangelegd als werkverschaffingsproject, zoals ook het Haagse Zuiderpark, het Amsterdamse Bos en het Rotterdamse Kralingse Bos. De Leidse Hout is vooral beplant met typisch Nederlandse bomen en planten. Er zijn daarom nog steeds veel eiken, essen, beuken en elzen terug te vinden in het park. Ook paddenstoelen doen het goed in de Leidse Hout, er groeien meer dan 140 soorten. De Leidse Hout is de enig plek in Leiden waar de rosse vleermuis te zien is.
In het park bevinden zich onder andere uitspanning Het Theehuis, een hertenkamp en een muziektent. In het naastgelegen sportpark liggen een atletiekbaan en tennisbanen.
De Grote Speelweide is aan de noordzijde. Jaarlijks is hier het gratis toegankelijke popfestival Werfpop. 

## Galerij

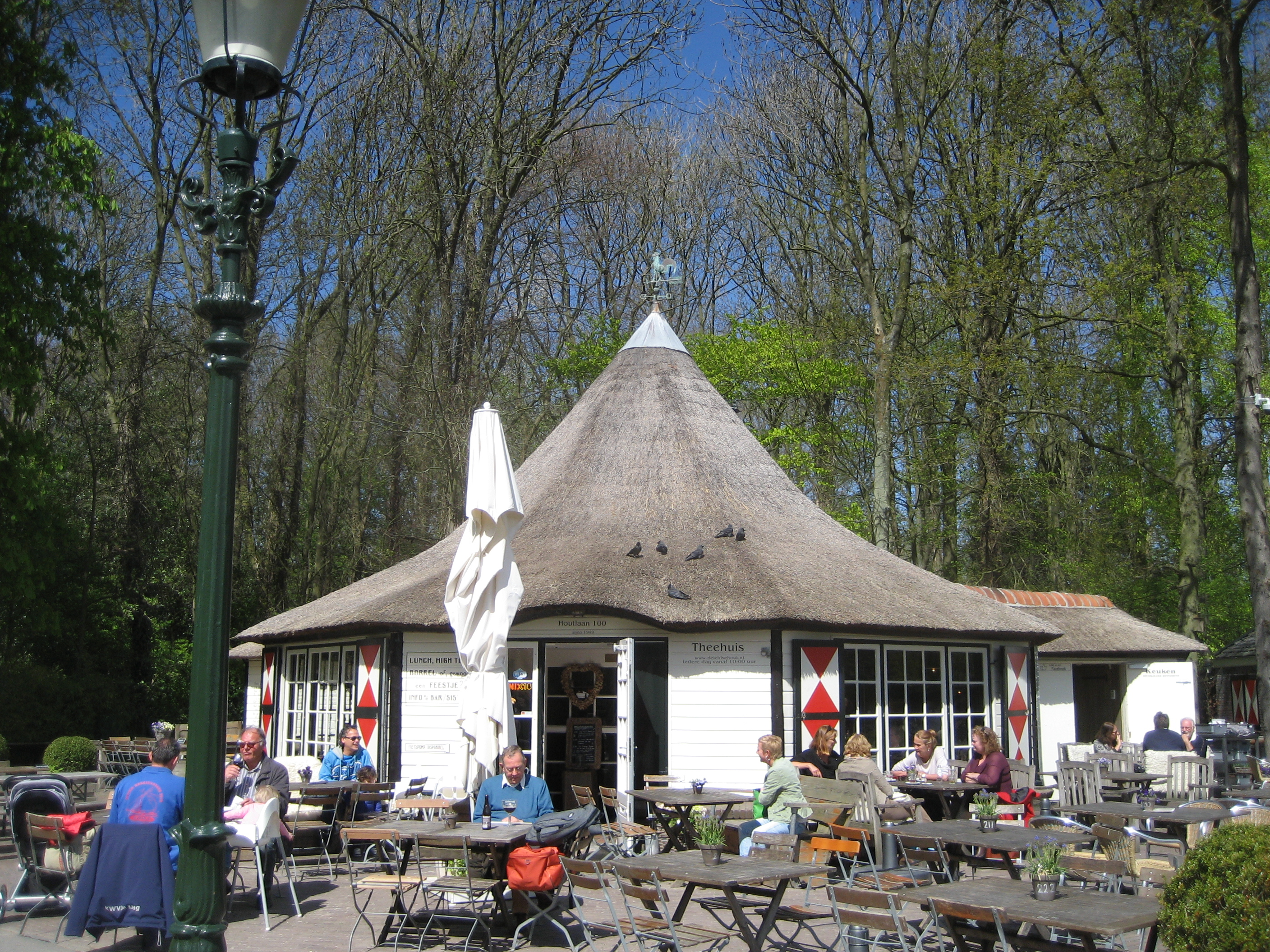
Theehuis
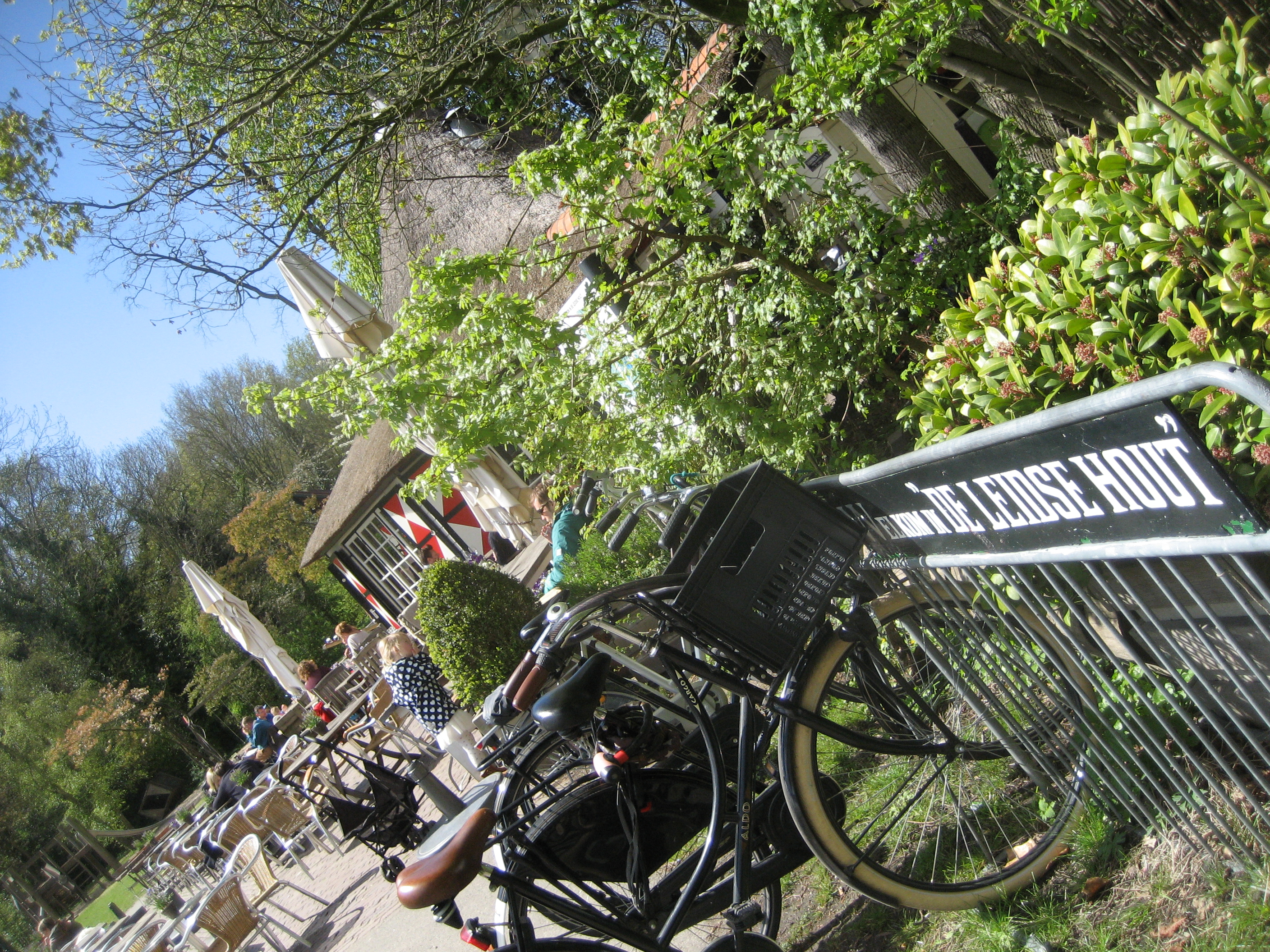
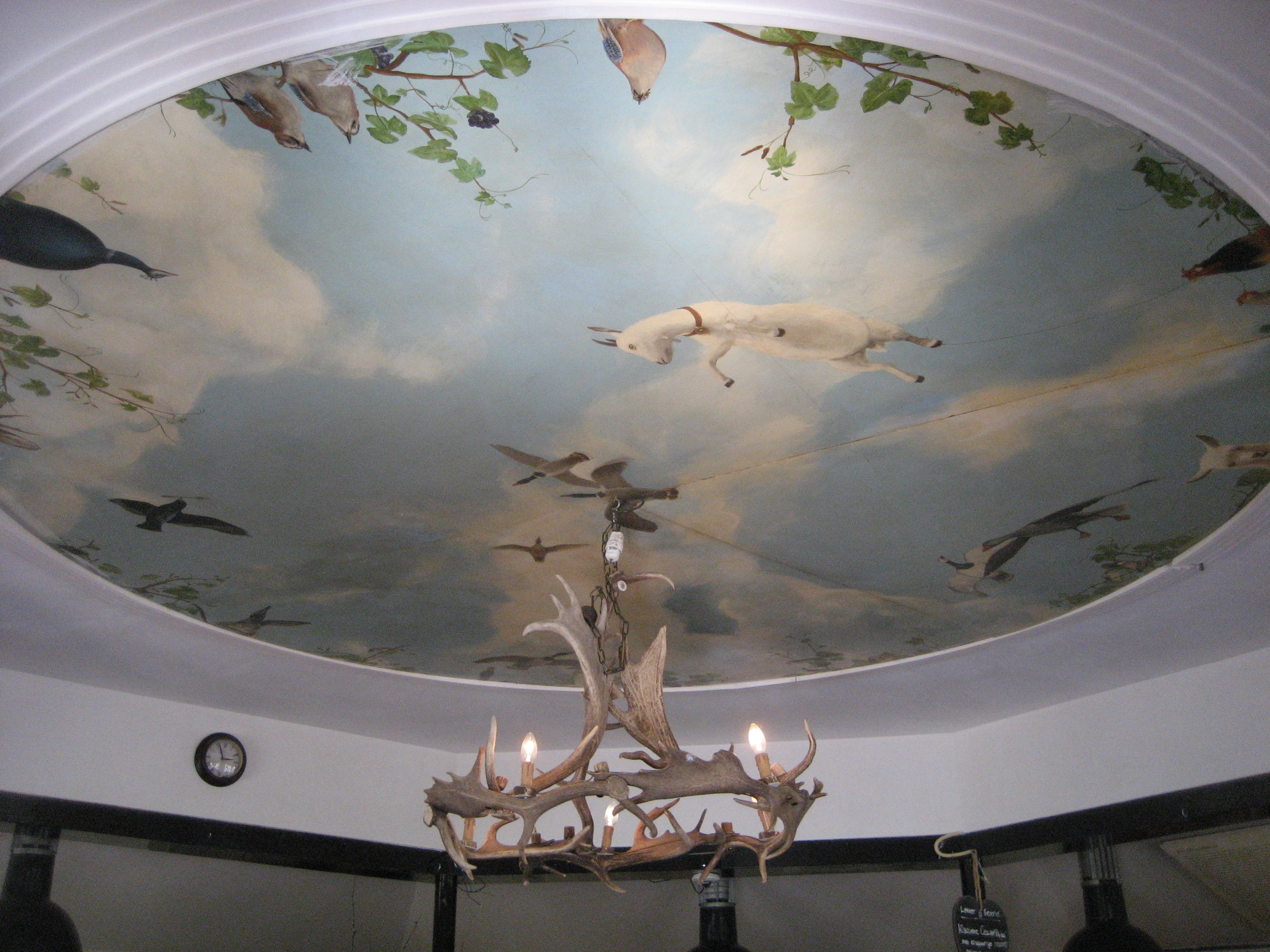
Plafond van het theehuis
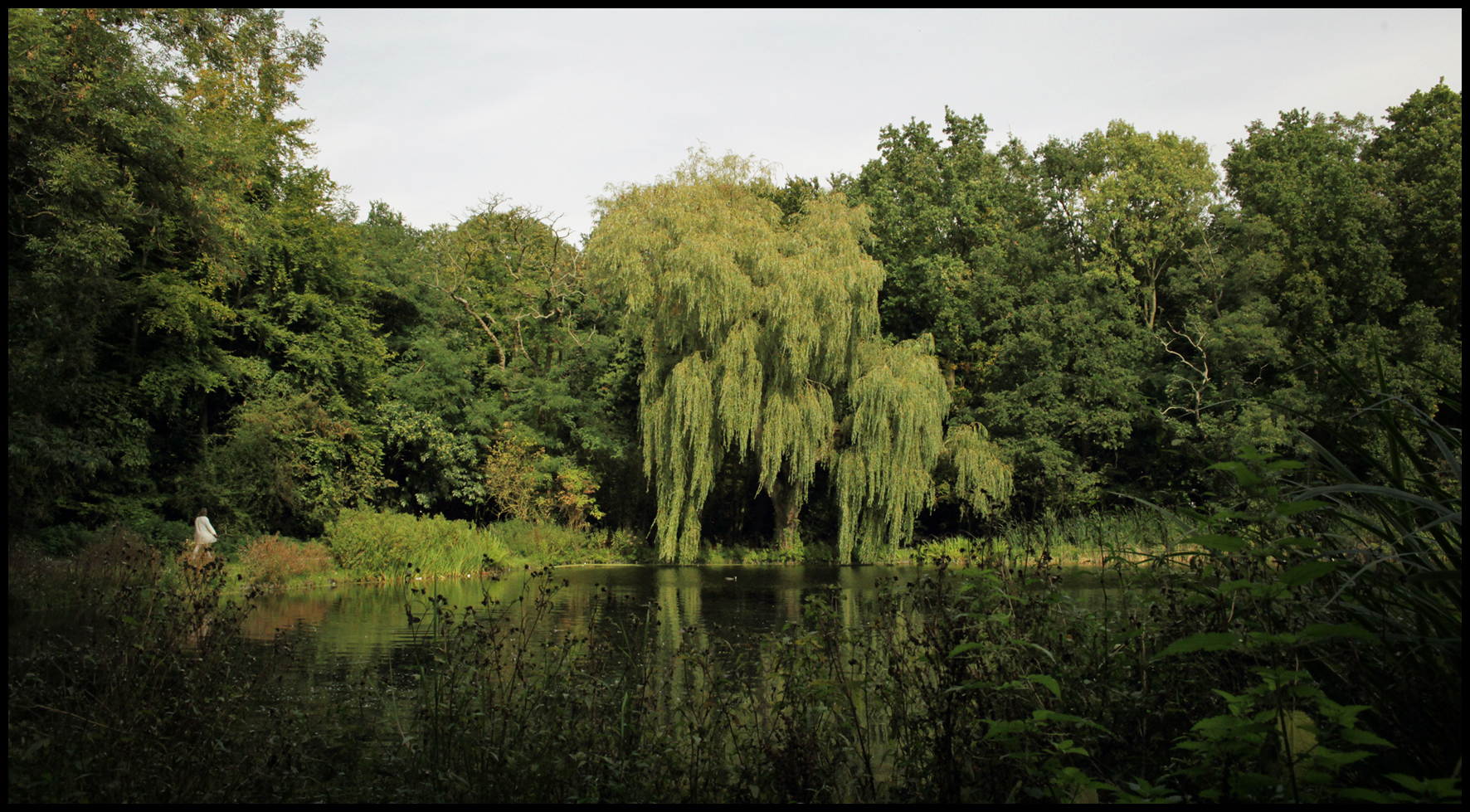
Het park

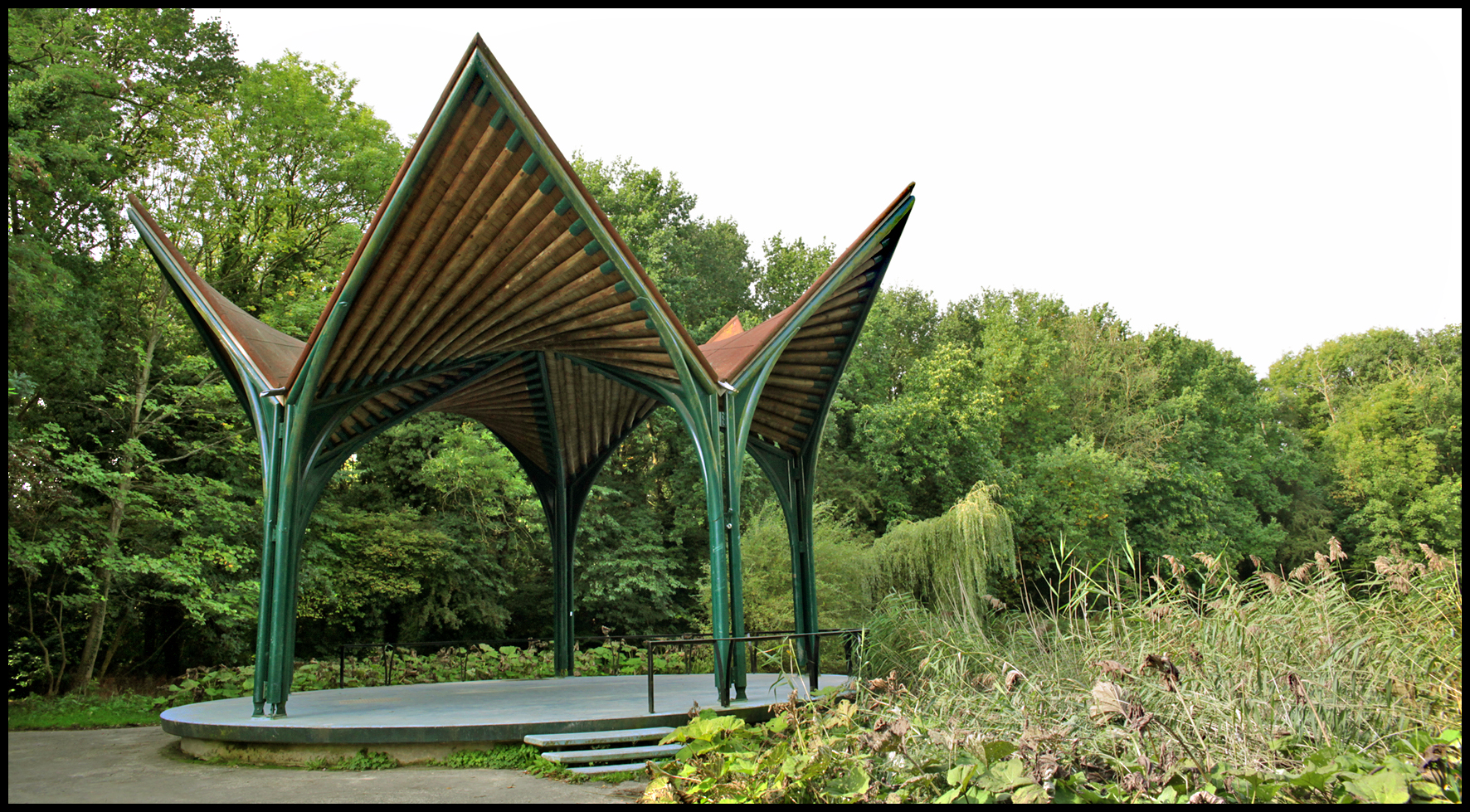
Muziektent 'De Waterlelie'
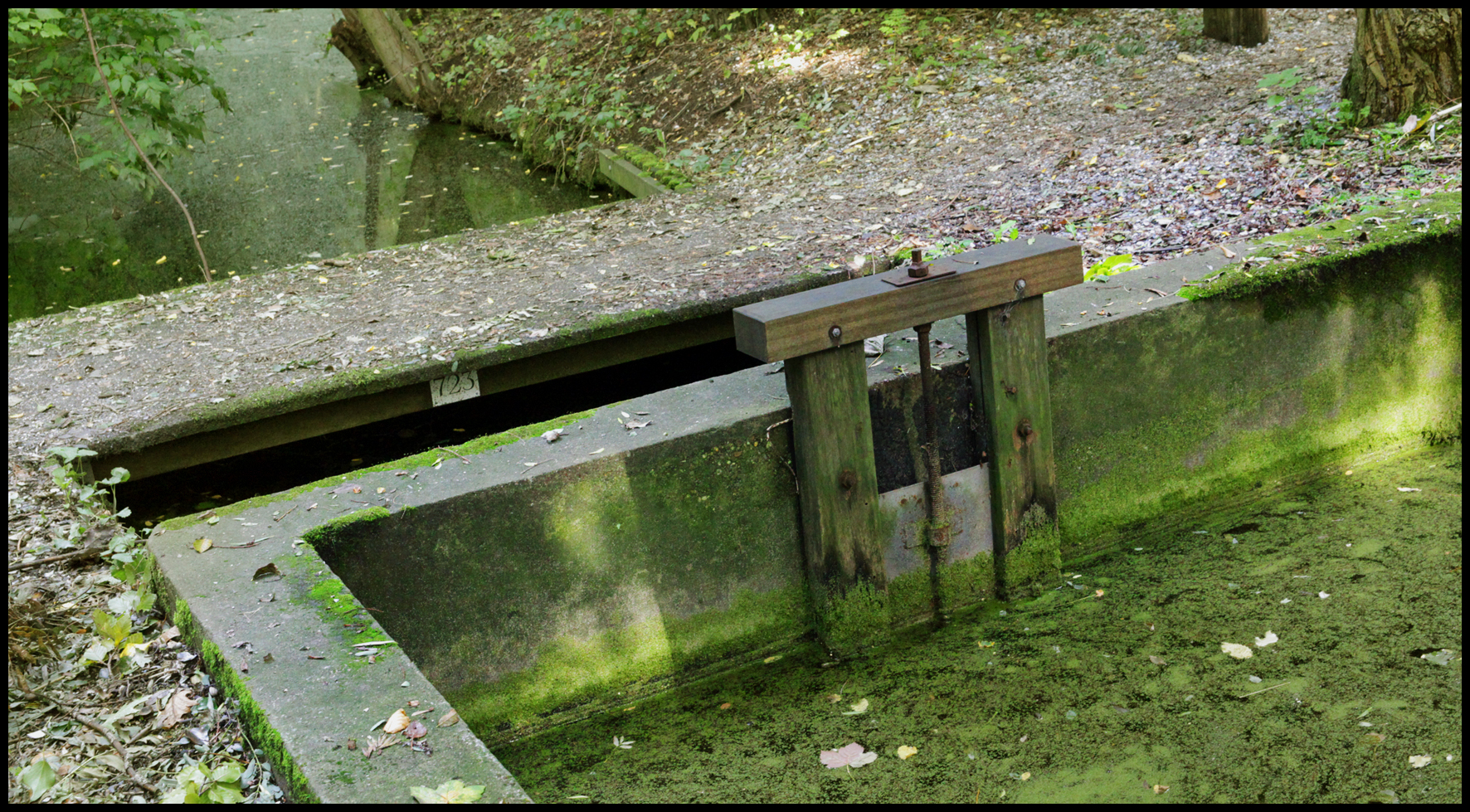
Stuw (1928)
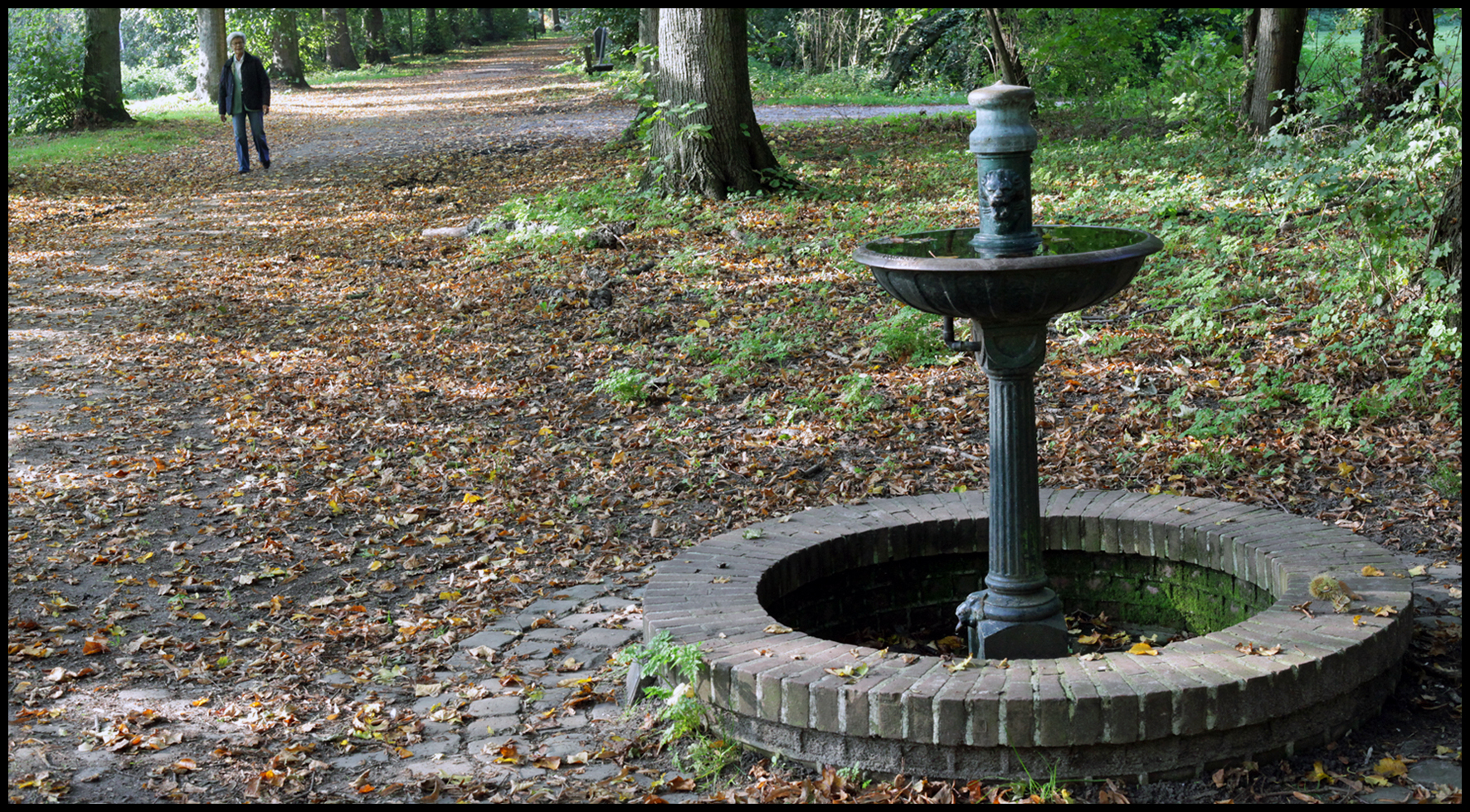
Drinkfontein (1932)
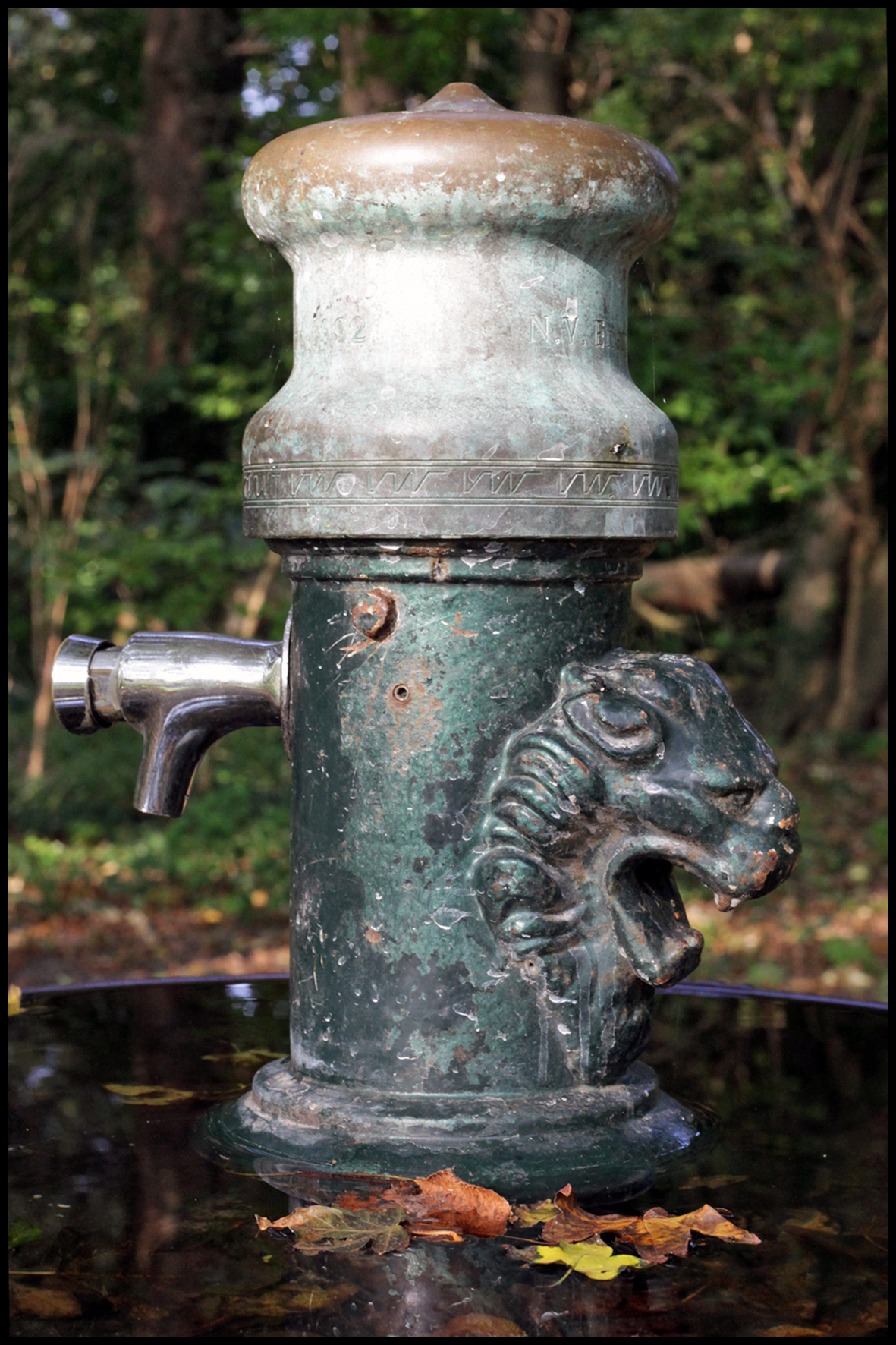
Detail drinkfontein